# Discografia dei Mastodon
La discografia dei Mastodon comprende sette album, sei Ep, due raccolte ed uno split album.

## Album in studio
| Anno                                                              | Dettagli                                                                                              | Posizioni di classifica | Posizioni di classifica | Posizioni di classifica | Posizioni di classifica | Posizioni di classifica | Posizioni di classifica | Posizioni di classifica | Posizioni di classifica | Posizioni di classifica | Posizioni di classifica |
| Anno                                                              | Dettagli                                                                                              | US                      | AUS                     | BEL                     | FRA                     | GER                     | NLD                     | NOR                     | SWE                     | UK                      | IRE                     |
| ----------------------------------------------------------------- | --- | ----------------------- | ----------------------- | ----------------------- | ----------------------- | ----------------------- | ----------------------- | ----------------------- | ----------------------- | ----------------------- | ----------------------- |
| 2002                                                              | Remission - Data: 28 maggio 2002 - Etichetta: Relapse (RR 6523-2) - Formato: CD (+DVD), LP            | —                       | —                       | —                       | —                       | —                       | —                       | —                       | —                       | —                       | —                       |
| 2004                                                              | Leviathan - Data: 31 agosto 2004 - Etichetta: Relapse (RR 6622-2) - Formato: CD (+DVD), LP            | 139                     | —                       | —                       | —                       | —                       | —                       | —                       | —                       | 110                     | —                       |
| 2006                                                              | Blood Mountain - Data: 12 settembre 2006 - Etichetta: Reprise (9362-44364-2) - Formato: CD (+DVD), LP | 32                      | 44                      | 59                      | 138                     | 96                      | —                       | 20                      | 34                      | 46                      | 41                      |
| 2009                                                              | Crack the Skye - Data: 24 marzo 2009 - Etichetta: Reprise - Formato: CD (+DVD), LP                    | 11                      | 19                      | 26                      | 106                     | 36                      | 56                      | 6                       | 23                      | 34                      | 37                      |
| 2011                                                              | The Hunter - Data: 27 settembre 2011 - Etichetta: Reprise - Formato: CD, LP                           | 10                      | 18                      | 27                      | 73                      | 20                      | 33                      | 8                       | 10                      | 19                      | -                       |
| 2014                                                              | Once More 'Round the Sun - Data: 24 giugno 2014 - Etichetta: Reprise - Formato: CD, LP                | 6                       | 7                       | 14                      | 50                      | 16                      | 20                      | 4                       | 17                      | 10                      | -                       |
| 2017                                                              | Emperor of Sand - Data: 31 marzo 2017 - Etichetta: Reprise - Formato: CD, LP                          | 6                       | 7                       | 14                      | 50                      | 16                      | 20                      | 4                       | 17                      | 10                      | -                       |
| 2021                                                              | Hushed and Grim - Data: 29 ottobre 2021 - Etichetta: Reprise - Formato: CD, LP                        |                         |                         |                         |                         |                         |                         |                         |                         |                         |                         |
| "—" l'album non è entrato in classifica o non è stato pubblicato. | |                         |                         |                         |                         |                         |                         |                         |                         |                         |                         |

## Raccolte
| Anno | Dettagli                                                                                        |
| ---- | ----------------------------------------------------------------------------------------------- |
| 2006 | Call of the Mastodon - Data: 7 febbraio 2006 - Etichetta: Relapse (RR 6515-2) - Formato: CD, LP |
| 2008 | Mastodon - Data: 11 novembre 2008 - Etichetta: Relapse - Formato: 9-LP Box Set                  |

## Ep
| Anno | Dettagli |
| ---- | --- |
| 2001 | Slick Leg - Data: 2001 - Etichetta: Relapse - Formato: CD, 7"                                                      |
| 2001 | Lifesblood - Data: 18 settembre 2001 - Etichetta: Relapse (RR 6506-2) - Formato: CD, 7-inch                        |
| 2003 | March of the Fire Ants EP - Data: 2003 (US) - Etichetta: Relapse - Formato: CD                                     |
| 2009 | Oblivion EP - Data: 3 novembre 2009 - Etichetta: Relapse - Formato: Digitale                                       |
| 2010 | Jonah Hex: Revenge Gets Ugly EP - Data: 29 giugno 2010 - Etichetta: Relapse - Formato: Digitale                    |
| 2012 | Feistodon (con Feist) - Data: 21 aprile 2012 - Etichetta: Relapse - Formato: 7", digitale                          |
| 2012 | A Spoonful Weighs a Ton (con The Flaming Lips) - Data: 21 aprile 2012 - Etichetta: Relapse - Formato: 7", digitale |
| 2017 | Cold Dark Place - Data: 22 settembre 2017 - Etichetta: Reprise - Formato: CD, 10", digitale                        |

## Demo
| Data | Titolo          |
| ---- | --------------- |
| 2000 | Demo (Mastodon) |
| 2001 | Demo 2001       |

## Split album
| Data | Titolo                      |
| ---- | --------------------------- |
| 2002 | High on Fire/Mastodon split |
| 2003 | Emerald                     |

## Singoli
| Anno | Titolo                   | Posizione nelle classifiche | Posizione nelle classifiche | Posizione nelle classifiche | Posizione nelle classifiche | Posizione nelle classifiche | Album                    |
| Anno | Titolo                   | USA Billboard               | USA Mainstream Rock         | USA Modern Rock             | Gran Bretagna               | UK Rock Chart               | Album                    |
| ---- | ------------------------ | --------------------------- | --------------------------- | --------------------------- | --------------------------- | --------------------------- | ------------------------ |
| 2002 | "March of the Fire Ants" | -                           | -                           | -                           | -                           | -                           | Remission                |
| 2004 | "Blood and Thunder"      | -                           | -                           | -                           | -                           | -                           | Leviathan                |
| 2004 | "Iron Tusk"              | -                           | -                           | -                           | -                           | -                           | Leviathan                |
| 2006 | "Capillarian Crest"      | -                           | -                           | -                           | 102                         | 20                          | Blood Mountain           |
| 2006 | "Crystal Skull"          | -                           | -                           | -                           | -                           | -                           | Blood Mountain           |
| 2006 | "The Wolf is Loose"      | -                           | -                           | -                           | 122                         | 14                          | Blood Mountain           |
| 2007 | "Colony of Birchmen"     | -                           | 33                          | -                           | -                           | -                           | Blood Mountain           |
| 2009 | "Divinations"            | 14                          | -                           | -                           | -                           | -                           | Crack the Skye           |
| 2009 | "Oblivion"               | 16                          | 30                          | -                           | -                           | -                           | Crack the Skye           |
| 2011 | "Black Tongue"           | -                           | -                           | -                           | -                           | -                           | The Hunter               |
| 2012 | "Curl of the Burl"       | -                           | 15                          | 27                          | -                           | -                           | The Hunter               |
| 2012 | "Dry Bone Valley"        | -                           | 22                          | -                           | -                           | -                           | The Hunter               |
| 2014 | "High Road"              | 1                           | 31                          | -                           | -                           | -                           | Once More 'Round the Sun |
| 2014 | "Chimes at Midnight"     | -                           | -                           | -                           | -                           | -                           | Once More 'Round the Sun |

## Videografia

### Album video
| Data             | Titolo                   | Premi                                           |
| ---------------- | ------------------------ | ----------------------------------------------- |
| 21 febbraio 2006 | The Workhorse Chronicles | numero 31 della Billboard Top Music Video chart |

### Video musicali
| Anno | Titolo                   | Regista                          | Riferimenti                 |
| ---- | ------------------------ | -------------------------------- | --------------------------- |
| 2003 | "March of the Fire Ants" | Chad Rullman                     | [ 12 ] [ 13 ]               |
| 2004 | "Iron Tusk"              | Chad Rullman                     | [ 12 ] [ 13 ]               |
| 2005 | "Blood and Thunder"      | Jonathan Rej Tom Bingham         | [ 14 ] [ 15 ] [ 16 ] [ 17 ] |
| 2006 | "Seabeast"               | Jonathan Rej Tom Bingham         | [ 14 ] [ 15 ] [ 16 ] [ 17 ] |
| 2006 | "The Wolf Is Loose"      | Jonathan Rej Tom Bingham         | [ 14 ] [ 15 ] [ 16 ] [ 17 ] |
| 2006 | "Colony of Birchmen"     | Jonathan Rej Tom Bingham         | [ 14 ] [ 15 ] [ 16 ] [ 17 ] |
| 2006 | "Capillarian Crest"      | Adam Rothlein                    |                             |
| 2007 | "Sleeping Giant"         | Robert Schober (alias Roboshobo) |                             |
| 2009 | "Divinations"            | Robert Schober (alias Roboshobo) |                             |
| 2009 | "Oblivion"               | Robert Schober (alias Roboshobo) |                             |
| 2011 | "Deathbound"             |                                  |                             |
| 2011 | "Curl of the Burl"       | Roboshobo                        | [ 18 ]                      |
| 2012 | "Dry Bone Valley"        | Tim Biskup                       | [ 19 ]                      |
| 2014 | "High Road"              | Roboshobo                        | [ 20 ]                      |

## Altre apparizioni
| Anno | Titolo canzone                                            | Album                                                                     | Riferimenti |
| ---- | --------------------------------------------------------- | ------------------------------------------------------------------------- | ----------- |
| 2005 | "The Bit"                                                 | We Reach: The Music of the Melvins                                        | [ 21 ]      |
| 2006 | "Orion" (Instrumental)                                    | Remastered: Metallica's Master of Puppets Revisited                       | [ 22 ]      |
| 2007 | "Cut You Up with a Linoleum Knife"                        | Aqua Teen Hunger Force Colon Movie Film for Theaters Colon the Soundtrack | [ 23 ]      |
| 2007 | "Capillarian Crest", "Crystal Skull", "Blood and Thunder" | Unholy Alliance Tour                                                      |             |
| 2008 | "One" (cover Three Dog Night)                             | Army of Two                                                               | [ 24 ]      |
| 2009 | "Just Got Paid" (cover ZZ Top)                            | Covered, A Revolution in Sound                                            |             |